# Ramón López-Pelegrín
Ramón López-Pelegrín Martínez  (Guadalajara, 30 de agosto de 1767 - Madrid, 21 de julio de 1841) fue un político español.

## Biografía
Abogado, antes de la invasión francesa fue Oidor de la Real Audiencia y Chancilleria de Valladolid. Fue además Fiscal del Consejo Real de Castilla. Decidido liberal en el Trienio liberal ocupa durante 20 días del mes de enero de 1822 el  Ministerio de Estado. Más tarde sería senador por la provincia de Guadalajara (1837-1839) y Consejero de Estado.